# Joseph-Nicolas de Champeaux
Joseph-Nicolas de Champeaux, nacido el 24 de junio de 1753 en La Chaume (Côte-d'Or) y fallecido el 21 de junio de 1815 en Montigny (Seine-et-Oise), fue un eclesiástico y político francés de los siglo XVIIIe y XIXe.

## Biografía
Joseph-Nicolas de Champeaux era cura de Montigny-le-Bretonneux cuando fue elegido, el 28 de marzo de 1789, diputado clerical a los Estados Generales por el bailliage de Montfort-l'Amaury.
Se reunió con el Tercer Estado cuyas afirmaciones apoyó en la Asamblea Constituyente de 1789.
Miembro del Comité de Informes, denunció el 18 de febrero de 1790, el marqués y la marquesa de l'Epinay du Lut como los instigadores y autores de un discurso al Rey, firmado por doce personas y lleno de invectivas contra la Asamblea Nacional.
Designa, dice Champeaux, a los diputados como los destructores de la religión y los enemigos del monarca; buscan levantar el campo contra las ciudades, en particular contra París, a la que afirman que le han descargado sus impuestos para trasladar su peso a las provincias. La asamblea remitió el asunto al Châtelet.
El 15 de abril, Champeaux fue de nuevo ponente parlamentario para un asunto similar. Exigió la devolución al Châtelet de algunas cartas incendiarias que el Obispo de Blois había impreso (Mgr Lauzières-Thémines) : Con el pretexto de esclarecer a un eclesiástico que supone haberlo consultado, protesta contra los decretos de la Asamblea Nacional, culpa a la Constitución, y pretende dejarlo sin efecto; en otra parte anuncia que los monjes que dejarán sus casas ya no podrán decir misa en su diócesis; que prohibirá recibirlos en confesar, excepto in articulo mortis.
La Asamblea, dice el minuto, se contenta con quejarse al obispo de Blois y decide que no hay necesidad de deliberar sobre este punto.
Habiéndose convertido en vicario general de la diócesis de Rodez y unido a Napoleón I, Champeaux fue nombrado consejero e inspector general de la Universidad Imperial (Primera Imperio  y Cent-Jours) y reale de Francia (Primera Restauración).
El gobierno imperial lo había creado legionario y Caballero del Imperio (28 de octubre de 1811).